# Gustaf Carlsson i Kröcklinge
Anders Gustaf Carlsson (i riksdagen kallad Carlsson i Kröcklinge), född 4 september 1819 i Bro församling, Västmanlands län, död 7 juli 1905 i Arboga landsförsamling, Västmanlands län (folkbokförd i Bro församling), var en svensk rusthållare, hemmansägare och politiker.
Carlsson var ledamot av riksdagens andra kammare 1876–1881, invald i Västmanlands västra domsagas valkrets.
Gustaf Carlsson var sonson till Anders Persson, rusthållare i Dömsta, Bro socken, och riksdagsman i bondeståndet 1815 och 1817-1818, samt syssling till riksdagsman Carl Erik Carlson.